# ガエタン・バルロ
ガエタン・バルロ（Gaëtan Barlot、1997年4月13日 - ）は、フランスのラグビーユニオン選手。カストル・オランピックに所属している。

## 経歴
18歳までASMクレルモンに所属。
2018年、USコロミエに加入し、プロデビュー。
2020年、カストル・オランピックに移籍した。
2021年フランス代表のオーストラリア遠征メンバーとなり、7月7日のオーストラリア代表戦で代表初キャップを得た。
2023年4月22日、トップ14のトゥーロン戦で首を負傷。手術を受け、ワールドカップ2023への出場が不可能になった。
2024年1月、試合に復帰。